# برترام ريتشاردسون
برترام ريتشاردسون (12 مارس 1932 في المملكة المتحدة - )  (بالإنجليزية: Bertram Richardson)‏ هو لاعب كريكت بريطاني. لعب مع نادي مقاطعة ديربيشاير للكريكت ‏.